# 골수이형성증후군
골수이형성증후군(骨髓異形成症候群, myelodysplastic syndrome)은 골수 기능에 이상이 생겨 건강한 혈액세포를 충분히 만들지 못하는 여러 질환을 묶어서 이르는 말이다. 골수 안에는 조혈모세포가 있으며, 이 세포는 여러 단계를 거쳐 혈액 세포(백혈구, 적혈구, 혈소판)로 성장, 분화한다. 골수 형성 이상 증후군이 발병하면 조혈모세포의 형태가 이상해지고(형성 이상) 기능을 제대로 하지 못하게 된다. 그 결과 혈액세포가 제대로 성숙하지 못해 말초 혈액에 혈액세포가 부족해진다. 결과적으로 적혈구, 백혈구, 혈소판 등이 감소하여 빈혈, 감염, 출혈 등의 증상이 나타난다. 또한 10~40% 정도의 환자는 급성 백혈병으로 이행한다.
골수형성이상증후군은 젊은 연령층에서 드물게 발생하며, 주로 50~90세 사이에서 발생한다. 여성보다는 남성에게 발생할 가능성이 크다.

## 개요
골수는 우리 몸의 뼈 중심부분에 있는 해면체로써 혈액세포가 생산되고 성숙되는 장소이다. 골수에서 적혈구, 백혈구, 혈소판이 만들어지고, 그것을 혈액으로 방출하게 된다. 적혈구는 우리 몸에서 필요한 산소를 운반하는 기능을 하며, 백혈구는 외부에서 침입한 바이러스나 세균에 대항하여 몸을 보호하고, 혈소판은 출혈 시 지혈이 되도록 하는 기능이 있다.

## 분류
말초혈액소견과 골수소견에서 혈구감소증의 정도, 윤상철아구(ring sideroblast) 여부, 소체(Auer rods) 여부에 따라 7개의 소그룹으로 나누어진다.

## 발병률
전세계적으로 인구 10만 명당 2.1~12.6명 정도로 발생하고 있으며, 70세 이상에서는 해마다 10만 명당 50명 정도의 발생률을 보이고, 평균 발생연령은 60~70세 정도인 노인성 질병이다. 그러나 치료와 관련되어 발생하는 골수이형성증후군은 연령과 무관하게 발생하고 집중항암화학요법 이후 10년 이내에 15% 정도까지 발생하는 것으로 보고되고 있다.
2023년 발표된 국가암등록통계에 따르면 2021년 한 해 동안 우리나라 암 발생은 총 277,523건 중, 골수형성이상증후군은 총 1,645건으로 전체 암 발생의 0.6%를 차지했다. 인구 10만명당 조발생률은 3.2명으로 보고되었다. (보건복지부 중앙암등록본부 2023년 12월 발표 자료)

## 발병원인
골수이형성증후군의 원인은 확실하게 밝혀지지 않았다. 다만 연령이 높아질수록 골수 내 돌연변이가 축적되는데, 골수형성이상증후군과 관련된 특정한 돌연변이가 발생하는 경우 이 질환으로 진행한다고 추정된다. 과거에 항암 치료나 방사선 치료를 시행했을 경우 이 질환이 발생할 가능성이 커지며, 이를 이차성 골수형성이상증후군이라고 한다. 특정 유전 질환이나 재생불량빈혈에서 이환되는 경우도 있다.

## 증상
골수형성이상증후군 환자에게는 빈혈, 호중구 감소증, 혈소판 감소증 등 말초 혈액의 혈구 감소증으로 인한 증상이 발생한다. 혈구 감소증이 심할 경우 치명적인 감염 또는 출혈로 인한 합병증이 발생할 수 있으며, 반복적인 수혈이 필요할 수도 있다. 50% 이상의 환자는 무증상 상태에서 혈액검사를 하다가 우연히 진단된다.
① 빈혈 : 피로감, 전신 쇠약, 호흡곤란, 창백함, 어지럼증
② 백혈구 감소 : 발열, 감염
③ 혈소판 감소 : 출혈, 쉽게 멍이 드는 현상

## 진단 및 검사
골수이형성증후군이 의심되는 경우에 먼저 혈액검사 (말초혈액검사)를 통해서 각종 혈액세포 수의 이상을 측정하고, 이상 세포 유무를 점검한다. 혈액검사 상 이상 결과가 나오면 정확한 진단을 위해 골수천자 및 골수조직검사를 실시한다. 골수이형성증후군 염색체 5, 7, 20번의 결실이나 8번의 삼염색체성을 동반하기도 하며, 11번 염색체의 이상은 항암치료와 관련되어 발생하는 경우가 많고 예후도 좋지 않는다.
- 혈액검사 - 말초정맥에서 혈액을 채취하여 백혈구, 혈색소, 혈소판 등의 혈액세포수를 측정하여, 혈액의 이상 유무를 확인한다.
- 말초혈액도말검사 - 말초정맥에서 채취한 혈액을 유리 슬라이드위에 얇게 펼치고 염색 후 현미경으로 관찰한다. 각 혈액세포(백혈구, 적혈구, 혈소판)의 모양과 분포를 파악하여 백혈병 진단에 사용한다.
- 골수검사 - 기본 혈액검사에서 악성 질환이 의심되면 골수검사를 받을 필요가 있고 골수검사로 확실한 진단을 하게 된다. 골수검사는 도말검사와 조직검사를 모두 시행하여 병을 진단하게 되며 결과 확인은 2-3일 정도 걸린다. 그 외에도 골수를 채취하여 면역표현형의 분석, 염색체 검사와 분자유전학적 검사를 아울러 시행하여 진단 및 분류에 활용한다. 또한 병의 경과를 전망하는데 지표로 삼고 향후 치료의 경과 관찰과 미세잔류병의 추적 등에 유용하게 사용하고 있다.
- 면역표현형검사 - 백혈병 세포표면에 존재하는 항원의 특성을 분석하고 백혈병 아형 분류에 매우 중요한 정보를 제공하며 환자의 예후 판정에 도움을 준다.
- 세포유전학검사 - 염색체의 구조와 이상을 보기 위해 시행하며 진단 및 예후 판정에 도움을 준다.[7]

## 치료
경증의 단계에서는 보존적인 치료로 수혈과 항생제, 성장인자 등을 투약할 수 있다. 아직 만족스런 성과를 보이는 치료방법은 부족한 편이지만 완치의 목적으로는 조혈모세포이식과 고용량 항암치료를 시행할 수 있으며. 조혈모세포이식의 경우 3년 생존율이 50%정도가 기록되고 있다. 과거에 조혈모세포이식은 치료와 관련된 사망률을 고려할 때 비교적 젊은 사람에게 권장되었으나 현재는 이식방법의 다양성으로 고령의 환자에게도 치료가 확대되고 있다. 골수이형성증의 완치 목적의 치료과정에서도 골수기능 억제로 인한 감염의 예방적인 치료(세균, 진균, 바이러스)와 조혈성장인자의 사용 등 적극적인 보존적 치료가 동반되어야 한다. 시험적인 치료로는 현재 면역억제치료, 혈관생성을 억제하는 표적치료제, 비소, 염색체이후 단계에서의 억제제(azacitidine, decitabine) 등을 사용하고 있으며 여러 연구단계의 약들도 있다.

## 같이 보기
- 빈혈
- 백혈병
- 조혈모세포